# Andrena helouanensis
Andrena helouanensis är en biart som beskrevs av Heinrich Friese 1899. Andrena helouanensis ingår i släktet sandbin, och familjen grävbin. Inga underarter finns listade i Catalogue of Life.